# Oda Nobutaka

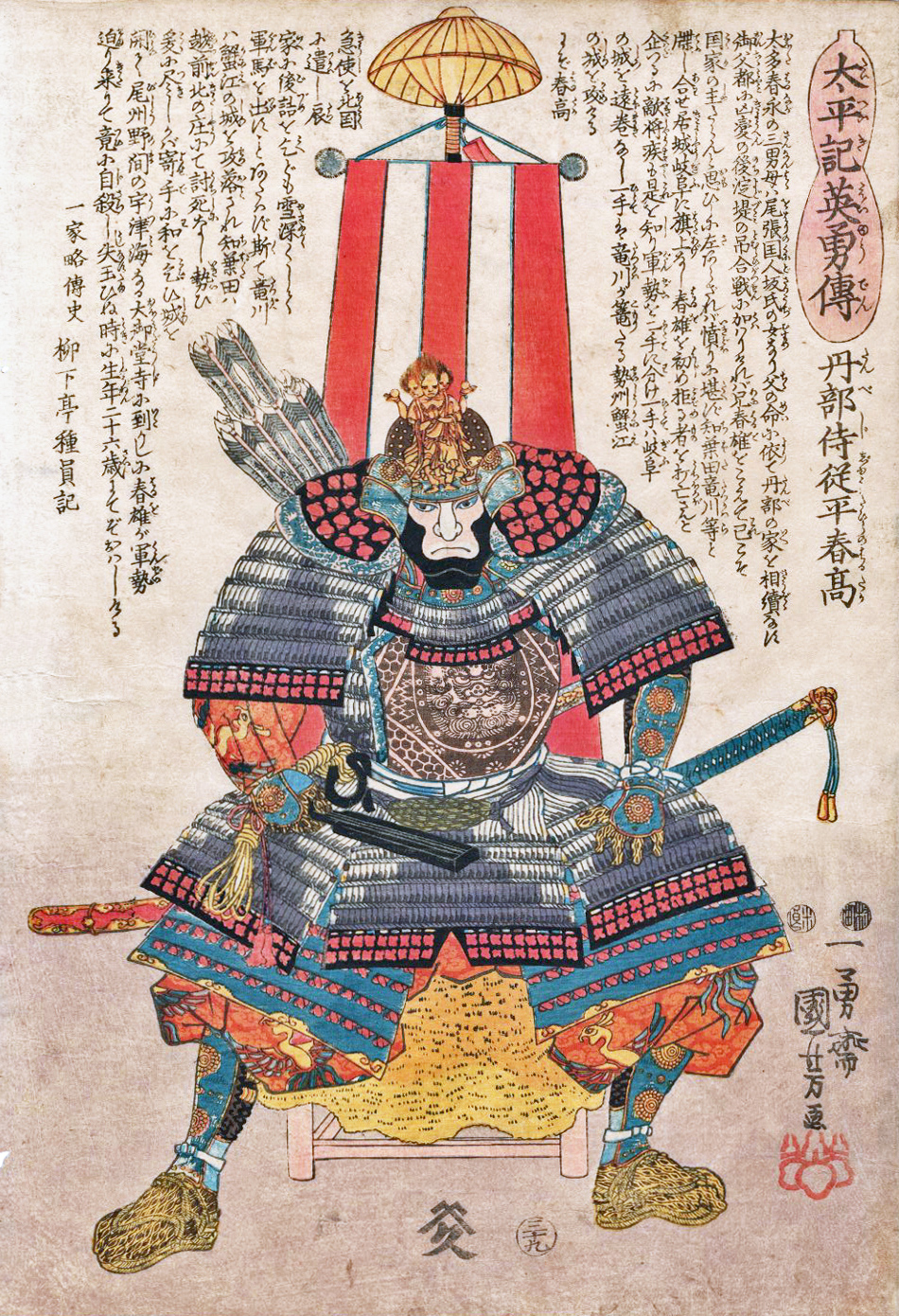
Oda Nobutaka

Oda Nobutaka (japanisch 織田 信孝; * 22. April 1558 in Provinz Owari; † 19. Juni oder 21. Juni 1583 in Chita, Präfektur Aichi) war ein japanischer Samurai und Mitglied des Oda-Klans. Er war der dritte Sohn des ersten japanischen Reichseinigers Oda Nobunaga.

## Leben
Oda Nobutaka kam 1558 in der Provinz Owari zur Welt, über welche sein Vater als Daimyo herrschte. Seine Mutter war eine Konkubine Nobunagas. Wegen ihrer niedrigen Herkunft wurde Nobutaka zeitlebens gegenüber seinen Brüdern benachteiligt. 1568 machte sein Vater ihn durch eine Adoption zum Oberhaupt der Familie der Kanbe in Ise. 1582 wurde Oda Nobutaka der Auftrag für einen Feldzug gegen die Klans auf Shikoku übertragen. Nach der Ermordung seines Vaters im selben Jahr durch dessen abtrünnigen Vasallen Akechi Mitsuhide im Honnōji-Zwischenfall beteiligte er sich an Hashiba Hideyoshis Rachefeldzug gegen Mitsuhide und kämpfte erfolgreich in der Schlacht von Yamazaki. Er galt 1582 deshalb auch als ein potenzieller Nachfolger seines Vaters als neues Oberhaupt des Oda-Klans. Er wurde in seinem Anspruch von Shibata Katsuie unterstützt, allerdings setzte der mächtige General Hashiba Hideyoshi Nobunagas dreijährigen Enkel, Oda Nobutakas Neffen, als Erben durch. Hashiba Hideyoshi konnte ab 1582 seine Macht in Japan erheblich ausbauen, weshalb Oda Nobutaka, der um die Macht seines Klans fürchtete, sich gegen ihn stellte. Seine Unerfahrenheit verleitete ihn jedoch zu einem folgenreichen Fehler: Er erklärte Hideyoshi den Krieg, als Shibata Katsuie durch jährlich auftretende Schneefälle noch in Echizen festsaß. Hashiba Hideyoshi marschierte in Nobutakas Kernland Mino ein und nahm ihn in der Burg Gifu gefangen, ehe sein Verbündeter ihm zur Hilfe kommen konnte. Anschließend wandte Hideyoshi sich dem Shibata-Klan zu und konnte ihn in der Schlacht von Shizugatake im Mai 1583 entscheidend schlagen. Katsuie beging Suizid. Auch Nobutaka wurde von Hashiba Hideyoshi anschließend zum Seppuku gezwungen.